# Sleeping with the Past (brano musicale)
Sleeping with the Past è un brano composto e interpretato dall'artista britannico Elton John; il testo è di Bernie Taupin.

## Il brano
Proveniente dall'album omonimo del 1989 Sleeping with the Past (ne costituisce la quinta traccia), si presenta come una traccia di stampo pop, influenzata dalla band dei Miracles e, più in generale, dalla musica R&B degli anni Sessanta. La canzone vede la presenza di Elton alle tastiere (oltre che all'organo Hammond), Romeo Williams al basso e Jonathan Moffett alla batteria; Fred Mandel e Guy Babylon suonano delle tastiere (come il pianista di Pinner), mentre Davey Johnstone suona la chitarra e si cimenta ai cori insieme a Marlena Jeter, Natalie Jackson e Mortonette Jenkins. Il testo di Bernie, letteralmente Dormire Con Il Passato, è un invito a lasciar perdere il passato e a non vivere più in esso.

## Formazione
- Elton John: voce, tastiere, organo Hammond
- Romeo Williams: basso
- Jonathan Moffett: batteria
- Davey Johnstone: chitarra, cori
- Fred Mandel: tastiere
- Guy Babylon: tastiere
- Marlena Jeter: cori
- Natalie Jackson: cori
- Mortonette Jenkins: cori